# مایسانا
مایسانا (به ایتالیایی: Maissana) یک کومونه در ایتالیا است که در استان لا اسپتزیا واقع شده‌است.

## خصوصیات
مایسانا ۴۵٫۵ کیلومترمربع مساحت و ۶۹۴ نفر جمعیت دارد و ۵۷۵ متر بالاتر از سطح دریا واقع شده‌است.